# Georg Jelačić von Bužim
Georg Jelačić von Bužim, in croato: Đuro Jelačić (Petrovaradin, 25 maggio 1805 – Zaprešić, 20 luglio 1901), è stato un generale austriaco.

## Biografia
Nato a Petrovaradin, in Croazia, Georg proveniva da un'antica famiglia della nobiltà croata. Suo fratello fu Josip Jelačić, futuro bano di Croazia. Ancora giovanissimo rimase orfano del padre, Franjo Jelačić, valoroso generale dell'Impero Asburgico durante le guerre napoleoniche.
Entrò nell'esercito giovanissimo e venne unito come cadetto al 7º reggimento di fanteria nel 1824, passando quattro anni dopo in quello dei dragoni del granduca di Toscana. Come colonnello, combatté in Italia la campagna del 1848 e del 1849 al comando del 10º reggimento. Prese parte all'assedio di Peschiera del Garda, all'assalto di Brescia ed all'assedio di Venezia. Il 22 luglio 1849 venne promosso al grado di maggiore generale ed il 14 gennaio 1856 a quello di feldmaresciallo luogotenente, divenendo anche proprietario del 69º reggimento di fanteria.
Durante la guerra di Crimea, il generale Jelačić fu dal 1854 al 1855 con la sua brigata di sede presso Bucarest.
Nella campagna italiana del 1859 venne posto a capo della divisione del 2º corpo d'armata e combatté a Palestro, Magenta e Solferino. Nel 1859 subì inoltre la morte del fratello Josip a cui era particolarmente legato.
Si pensionò nel 1861 e morì a Zaprešić nel 1901.

## Matrimonio e figli
Il 19 ottobre 1845, Georg sposò Hermione (5 maggio 1823, Klagenfurt - 26 ottobre 1906, Zagabria), figlia del conte Karl Theodor Christalnigg von und zu Gillitzstein. Da questo matrimonio nacquero cinque figli:
- Georg (nato il 10 maggio 1847)
- Helene (nata il 27 agosto 1852)
- Marcus (nato il 7 febbraio 1854)
- Maria Vera (Vera) (nata il 8 dicembre 1856)
- Anna (nata il 18 giugno 1859)